# Didier Raoult
Didier Raoult (* 1952 in Dakar) ist ein französischer Mediziner, Mikrobiologe und Infektiologe.

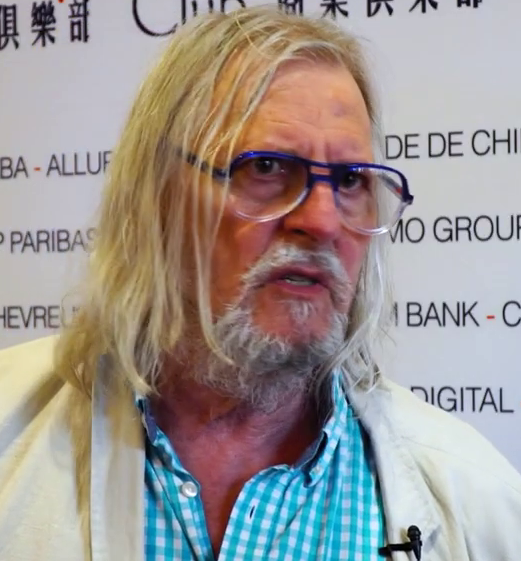
Didier Raoult (2021)

## Leben

### Werdegang
Didier Raoults Vater war Militärarzt in Dakar, seine Mutter Krankenschwester. Als Jugendlicher war Didier Raoult ein aufsässiger, schlechter Schüler, der mehrere Klassen wiederholte. 1968 verließ er in der vorletzten Klasse das Lycée. Er heuerte auf einem Passagierschiff Renaissance an, legte anschließend als freier Kandidat das Baccalauréat littéraire ab, versuchte sich eine Zeitlang an der chinesischen Sprache, fuhr erneut zur See und nahm schließlich ein Studium der Medizin auf – das einzige Studium, das sein Vater bereit war, finanziell zu unterstützen. Seinen Dienst als Assistenzarzt absolvierte er binnen acht Monaten.
Seinen Militärdienst leistete er als Arzt auf Tahiti ab. In dieser Zeit begann er, sich auf Infektionskrankheiten zu spezialisieren. Anschließend arbeitete er auf einer Postdoktorats-Stelle in den USA, schlug dort jedoch ein attraktives Stellenangebot aus. Stattdessen gründete er 1983 in Marseille am Hôpital de la Timone ein Labor zur Erforschung der Rickettsien.

### Das Labor am Hôpital de la Timone
Zu jener Zeit war das Forschungsinteresse an Infektionskrankheiten nicht sehr ausgeprägt, und seinen eigenen Worten zufolge konnte er sich rasch einen Namen machen. Seitdem hat das Labor fast 100 neue Pathogene identifiziert, beschrieben und sequenziert. Es zählt inzwischen rund 140 Mitarbeiter und ist ein weltweit angesehenes Zentrum für Krankheiten wie die Coxiellose und die Whipple-Krankheit. Patienten aus der ganzen Welt suchen dort Rat; zwischen 10.000 und 15.000 Blut- und Gewebeproben aus der ganzen Welt werden jährlich zur Analyse eingereicht.

### Forschungsergebnisse
Raoult ist Ko-Autor von rund 1.300 Veröffentlichungen. Besonderen wissenschaftlichen Ruhm verdankt er einer Reihe von aufsehenerregenden Entdeckungen. 2004 veröffentlichte er in Science den Bericht über die DNA-Sequenz des Mimivirus, eines Riesenvirus. Diese Sequenz hatte sein Labor in Zusammenarbeit mit dem Marseiller Genomlabor von Jean-Michel Claverie ermittelt. 2008 veröffentlichten Mitarbeiter seines Teams in Nature den Bericht über die Entdeckung des Sputnik-Virus, eines parasitären Begleitvirus: Es kann sich nur in Gegenwart des Mimivirus als Helfervirus vermehren. Das Sputnik-Virus ist das erste Beispiel einer solchen abhängigen Vermehrung zwischen zwei marinen Virusarten. Eine weitere Art von Riesenviren, das Marseillevirus (Fam. Marseilleviridae), wurde 2009 an seinem Labor entdeckt.
2010 wurde Didier Raoult für seine Forschungen mit dem Großen Preis des Institut national de la santé et de la recherche médicale (INSERM) ausgezeichnet. 2011 hat er mit mehr als 70 Millionen Euro staatlicher Förderung sein Institut IHU Méditerranée Infection in Marseille gegründet, das auf Infektionskrankheiten spezialisiert ist.

### Emeritierung
Am 31. August 2021 trat Raoult in den Ruhestand, nachdem sein Gesuch um Verlängerung seiner Tätigkeit in der Assistance publique des hôpitaux de Marseille (AP-HM, der regionalen Gesundheitseinrichtung) von der Führung der Einrichtung abgelehnt worden war. Sogar sein Gesuch um Teilzeitbeschäftigung (einen halben Tag halbwöchentlich) wurde abgewiesen. Er bleibt weiterhin Leiter des Marseiller Krankheits- und Universitätsinstituts für Ansteckungskrankheiten (französisch Institut hospitalo-universitaire en maladies infectieuses de Marseille), eines von ihm gegründeten Vereins zur Wissenschaftsforschung. Die AP-HM verfügt über eine Stimme im Gremium. In der Fernsehsendung Touche pas à mon poste ! hat Raoult eine „außerordentliche Neigung zur Hybris und zur Unvernunft (französisch déraison), die von dieser Epidemie verschärft wurde“, beklagt.

## Kritik und Vorwürfe der Manipulation
Insbesondere in Frankreich ist Raoult inzwischen für seine umstrittenen Thesen zur COVID-19-Pandemie bekannt. Für Aufsehen sorgten Funde der Aktivistin für Wissenschaftsintegrität Elisabeth Bik in Bezug zu möglichen Bildmanipulationen in Arbeiten Raoults, der während der Covid-19-Pandemie mit umstrittenen Studien zu den Malaria-Medikamenten Chloroquin und Hydroxychloroquin von sich Reden machte. Raoult erstattete Strafanzeige gegen Bik, woraufhin sich hunderte Wissenschaftler in einem Brief mit Bik solidarisierten. Im Dezember 2024 wurde Raoults Veröffentlichung „Hydroxychloroquine and azithromycin as a treatment of COVID-19: results of an open-label non-randomized clinical trial“ vom International Journal of Antimicrobial Agents aufgrund von methodischen und ethischen Problemen zurückgezogen.

## Familie
Didier Raoult ist mit einer Psychiaterin verheiratet. Ihre beiden Töchter haben ebenfalls die Medizin als Berufsweg gewählt.